# Ludwinów (powiat węgrowski)
Ludwinów – wieś w Polsce położona w województwie mazowieckim, w powiecie węgrowskim, w gminie Liw. Ma status sołectwa. Leży nad rzeką Miedzanką (dopływem Liwca).
W latach 1975–1998 miejscowość należała administracyjnie do województwa siedleckiego.
Wieś położona ok. 3 km od Węgrowa i 30 km od Łochowa, przy drodze krajowej nr 62.
Wierni Kościoła rzymskokatolickiego należą do parafii św. Michała Archanioła w Starejwsi.